# 峯村純一
峯村 純一（みねむら じゅんいち、1967年11月20日 - ）は、日本の俳優である。大阪府高槻市出身。officeみねらるらむね所属。身長168cm、血液型はA型。

## 来歴
大阪府立芥川高等学校を経て、大阪経済大学卒業。
趣味は映画サントラ鑑賞とミニチュア鑑賞と好きな映画の好きなシーンを何回も観る事。
資格は普通自動車免許・普通自動二輪車免許。身長168cm 体重60kg。23歳の時に上京。
2017年、女優の河合美智子と結婚。

## 出演

### 舞台
1994年
- ナイロン100℃ 3rd SESSION『1979』（新宿 シアターアップル）
- ナイロン100℃ SIDE SESSION #1『喜劇 箸の行方』（吉祥寺バウスシアター）
- ナイロン100℃ 4th SESSION『NEXT MYSTERY』（西池袋 東京芸術劇場）

1995年
- ナイロン100℃ 5th SESSION『ウチハソバヤジャナイ』（下北沢 本多劇場）

2003年
- 小野プロ22回公演『女性専科!ミラクルセブン』（アイピット目白）
- ミズノオト『ユビュ王』（法政大学学生会館大ホール）

2004年
- ミズノオト『ハニュウの宿』（早稲田どらま館）

2005年
- アクターズワークスユニットVol.1『元気な人々!!』（乃木坂コレド）
- 『OVER THE WALL』（新宿スペース107）
- 紳士スラックス『日帰りミステリアス』（銀座みゆき館劇場）
- 終戦60年 特別企画朗読劇『満州・希望と絶望の果てに』
- 演劇集団 Nの2乗『家族会議』（恵比寿・エコー劇場）

2006年
- 劇団ノーティーボーイズ 9th『SIMPLY BECAUSE IMITATION』（ウッディーシアター中目黒）
- 少年かしこ vol.4『ルリ姫とハリ姫』（下北沢 OFF・OFFシアター）
- どて劇団『BIO SBEEL Ⅳ』（ザムザ阿佐ヶ谷）
- 劇団ノーティーボーイズ 10TH『キズ絆 KIZU-BAN 』（中野 ザ・ポケット）

2007年
- cineman.4『スコール』（ウッディーシアター中目黒）
- スペクタクルガーデン 10TH『SPECTACLE GARDEN』（新宿シアターモリエール）
- 劇団ノーティーボーイズ 11th『頓狂するは我にあり』（恵比寿・エコー劇場）

2008年
- 劇団ノーティーボーイズ 12th『絡ませたり縺れさせたりしたらほどかないとダメだよ!!』（中野 ザ・ポケット）

2010年
- 劇団ラチェットレンチ『星空と彼女のノイズ』（荻窪メガバックスシアター）

2011年
- 東京AZAЯASHI団 #1『準備ヨシ!』（中野ウエストエンドスタジオ）
- きまぐれパンダ第一回公演『サンパチマイクとセレナーデ』（浅草 木馬亭）

2012年
- 賞味期限 第9回公演『サルエン』（しもきた空間リバティ）
- 東京AZAЯASHI団 #2『floors』（中野ウエストエンドスタジオ）

2013年
- SECOND・N PRODUCE vol.1『騙っちゅーの!』（学芸大学・千本桜ホール）
- TAKA-BAN produce.4『コイズミ・タエコ』（学芸大学・千本桜ホール）
- 東京AZAЯASHI団 #3『14日の土曜日』（中野ウエストエンドスタジオ）
- 劇団ノーティボーイズ＆劇団BLUESTAXI合同公演 Vol.2『GO FOR BROKE!』（中野 テアトルBONBON）

2014年
- 東京AZAЯASHI団 #4『嘘つきと泥棒のはじまり』（中野ウエストエンドスタジオ）
- SECOND・N PRODUCE vol.7『HOT SPICE!』（学芸大学・千本桜ホール）
- 東京AZAЯASHI団 #5『35丁目にも奇蹟』(銀座みゆき館劇場）

2015年
- 劇団ノーティーボーイズ 15th『ONLY STUPID THEY』（中野 ザ・ポケット）
- 東京AZAЯASHI団 #6『FLOORS』『笑う金魚』2本立て（中野ウエストエンドスタジオ）
- 東京AZAЯASHI団 #7『万田とダイヤと優しい奴ら』（上野ストアハウス）

### 映画
- 『キトキト!』（2007年、吉田康弘監督）
- 短編映画『飛龍炎昇』（2007年、勝山慎司監督）

### 自主映画
- HINAMI第1作『HINAMI』（2005年、熊本）
- HINAMI第3作『ご近所法廷』（2007年、熊本）
- HINAMI第5作『ヒノマル戦隊ドースンジャー』（2009年、熊本）
- HINAMI第6作『写真館』（2010年、熊本）
- MINIMA第4作『逆転』（2012年、熊本）

### ドラマ
- 『おかわり飯蔵』 第2話（2007年1月13日、テレビ東京）

### ナレーション
- 『汐留スタイル!』（NTV）
2003年9月22日
2003年11月5日
2003年11月10日
2004年2月4日
2004年3月17日

### CM
- 江崎グリコ 『キスミントガム ウェイク アップ～眠気にストライク篇～』（1995年3月 - 8月）
- NTT東日本 企業CM『娘の一人暮らし 篇』（2007年2月24日 - 11月30日）- 工事担当者 役